# برج أغبار

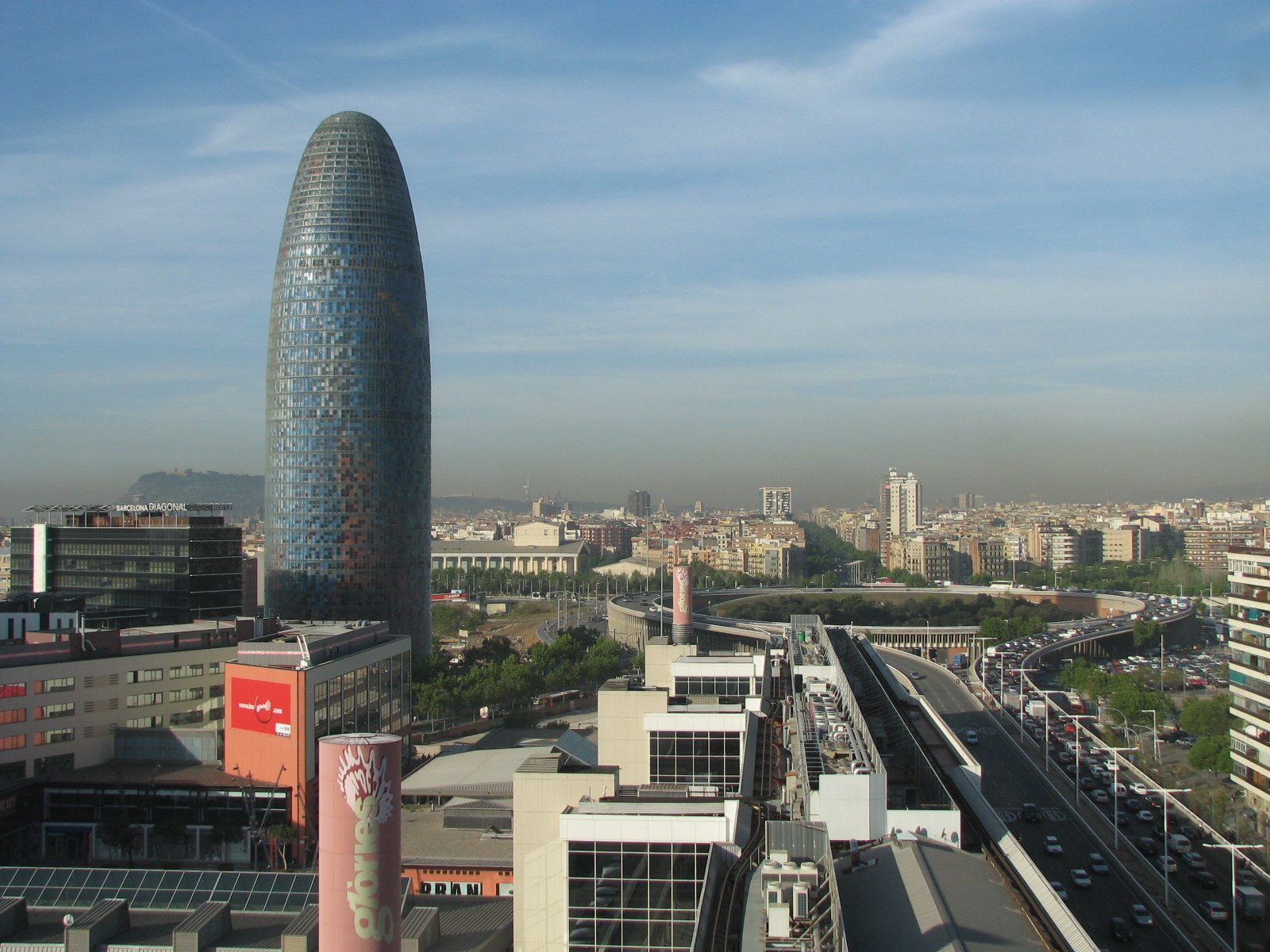
برج أغبار بالقرب من مبنى Plaça de les Glòries Catalanes في برشلونة.

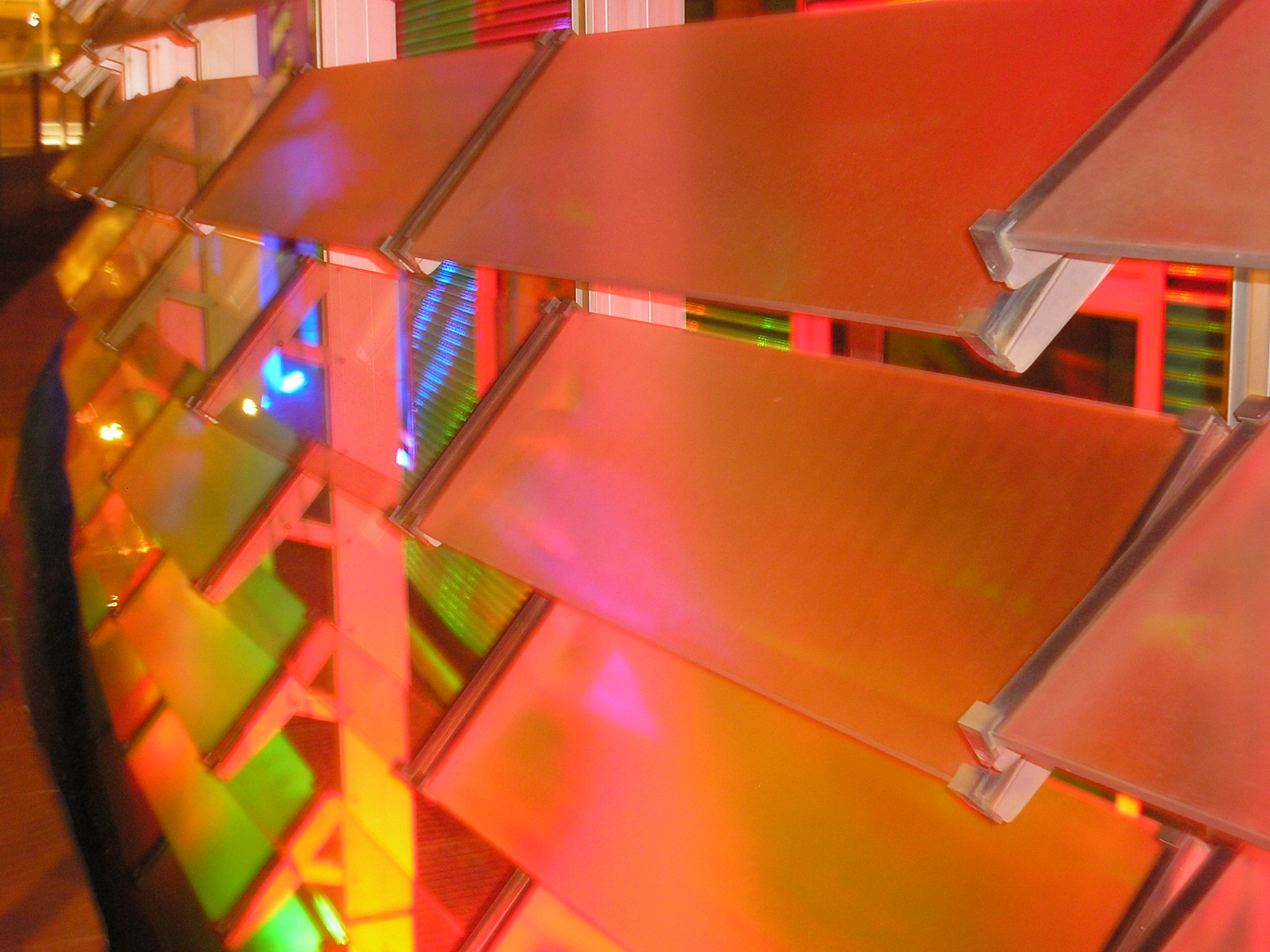
التصميم الذكي في واجهات المبنى.

برج أغبار (بالإسبانية: Torre Agbar يُنطق بالكاتالانية: /torə əɡbar/) هو ناطحة سحاب تقع في برشلونة، كاتالونيا، إسبانيا. تم الانتهاء من بنائه في عام 2004 وافتتح رسميا من قبل الملك خوان كارلوس الأول يوم 16 سبتمبر عام 2005، وبتكلفة 130 مليون يورو. وهو أحد المعالم المعمارية المهمة ذات التكنولوجيا العالية في برشلونة، والذي تم تصميمه من قبل المعماري الفرنسي جان نوفيل بالتعاون مع شركة B720 Arquitectos الإسبانية وتنفيذ شركة DRAGADOS. يرتفع البرج قرابة 144 متر، وتبلغ مساحته ما مجموعه 50,693 متر مربع، منها 30,000 للمكاتب و3,210 للأمور الفنية والتقنية، 8,132 للخدمات، بما في ذلك قاعات المحاضرات، و9,132 متر مربع لمواقف السيارات. وتعود ملكية المبنى إلى مجموعة أغبار متعددة الجنسيات التي يقع مقرها في البناء.

## وصلات خارجية
- توري أغبار (ماكروميديا فلاش)